# 広末涼子
広末 涼子（ひろすえ りょうこ、1980年〈昭和55年〉7月18日 - ）は、日本の女優。本名、廣末 涼子（読み同じ）。個人事務所R.H代表取締役社長。高知県高知市出身。1990年代後半にアイドル、歌手としても活動。デビュー直後、透明感のあるイメージで当時のグラビア界を席巻し、「ヒロスエブーム」が起こった。2000年代以降は、国民的女優として高い知名度を誇っている。

## 来歴
高知市立追手前小学校（閉校）、高知市立城北中学校、品川女子学院高等部卒業。早稲田大学教育学部国語国文学科中退。
予定日より1か月早く生まれ、体重2000gほどで、産まれた時に息をしていなかったため、医者が叩いて「生命力が強いから大丈夫ですよ」と母に対して言ってくれたという。子供のころは実家の店があるアーケードでローラースケートをしたり、川遊びをしていた。
1992年10月、小学6年生のころに四国四県を結ぶテレビ授業『1992年四国子供TVサミット』が行われ、小学校代表で広末が司会をする様子や、NHKの記者からインタビューを受ける映像（NHK高知放送局で保管）が『ファミリーヒストリー』（2021年2月15日放送）で流れた。当時の担任教諭によると「テレビ授業のリハーサルの時に香川県の小学校からさっきのかわいい子、もう一回映してくれませんかと言われており、県外の子から見てもかわいい存在だったんじゃないでしょうか」と証言している。
1993年4月、高知市立城北中学校に入学。陸上部に所属し、走り高跳びの選手として県大会で2位入賞を果たした。阪神タイガース監督の藤川球児は中学時代の同級生である。
幼少期より芸能界への憧れを持ち、中学1年生の時の文集には「15歳の時-輝くモデルデビュー、18歳の時-芸能界に入り女優になる」と書いて、実現している。

### 芸能界入り後

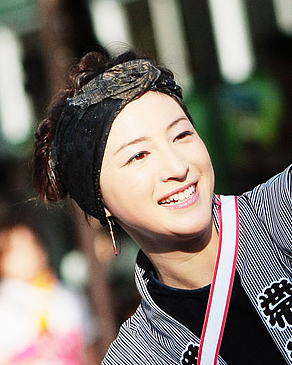
2010年

1994年
中学2年生の頃に雑誌で見つけたCMオーディションに応募し、第1回クレアラシル「ぴかぴかフェイスコンテスト」でグランプリを受賞。
1995年
クレアラシルのCMでデビュー。6月12日、『ハートにS』でドラマデビュー。
1996年
3月、高知市立城北中学校を卒業。
4月、品川女子学院高等部に入学。進学を機に高知から上京して、神奈川県横浜市の伯母夫婦宅で暮らし始める。
様々なCMに出演していたが、この年に出演したNTTドコモポケベルのCM「広末涼子、ポケベルはじめる」で一躍有名になる。
9月30日、初写真集の『H』『R』を同時発売。出版科学研究所調べ、2003年6月までの集計で46万8000部（2冊計）のベストセラー。続く1998年のセカンド写真集『No Make』も同集計で26万部を記録した。
1997年
3月13日、糸井重里の企画から『スターフォックス64』のCM撮影が行われた。150人もの若手お笑いタレントが起用され、撮影は深夜から早朝にかけて行われていた。
4月15日、竹内まりやプロデュースによる「MajiでKoiする5秒前」で歌手デビューし、約60万枚のヒットを記録。続く岡本真夜プロデュースのセカンドシングル「大スキ!」はオリコン1位を獲得。
同年にファンクラブ「RHフレンドル」発足（2008年12月に解散）1996年7月発行の第1号を皮切りに年4回ファンクラブ会報を発行していた。
7月26日、原将人監督による『20世紀ノスタルジア』で映画初主演。同作での演技により、映画賞の新人賞を総なめにした。
12月31日、『第48回NHK紅白歌合戦』に初出場し「大スキ!」を歌った。女性アイドル歌手がデビュー年に紅白に出場したのは1980年の松田聖子・岩崎良美以来17年ぶりのことである。
1998年
10月10日、『銀河の約束』で初舞台。
11月25日、早稲田大学教育学部国語国文学科に自己推薦入試で合格。
1999年
2月6日、初コンサート「RH DEBUT TOUR 1999」を日本武道館、名古屋レインボーホール、大阪城ホールの3か所で行う。
4月、早稲田大学教育学部に入学するも、3か月間登校しなかったため批判が集まる（詳細は早稲田大学広末涼子入学騒動を参照）。3か月後の初登校時はマスコミが100人以上集まる騒動となった。同年の映画『秘密』に主演。シッチェス・カタルーニャ国際映画祭最優秀主演女優賞を受賞。同年は映画『鉄道員』にも出演している。
2002年
女優業に専念するため、2月27日ベストアルバム『広末涼子 Perfect Collection』の発売を最後に音楽活動を休止する。
2003年
10月6日、「女優業に専念したい」との理由で早稲田大学を退学。
12月15日、都内のホテルで会見し、モデルの岡沢高宏との結婚と自身の妊娠を発表。12月17日のYahoo!チャットイベント開催後に産休に入る。
2004年
4月、第1子男児を出産。
2005年
7月4日、フジテレビ月9ドラマ『スローダンス』で女優復帰。7月15日、横綱・朝青龍とともに「高知県観光親善大使」に任命される。
2006年
11月1日、ACC CMフェスティバル贈賞式に出席。出演している資生堂「TSUBAKI」のCMが演技賞を受賞した。
2008年
3月13日、岡沢との離婚を発表。長男の親権は広末が持つ。
9月2日、出演した映画『おくりびと』が、第32回モントリオール世界映画祭でグランプリを受賞。
2009年
2月23日（日本時間）、アメリカ・ハリウッドにあるコダック・シアターで開催された第81回アカデミー賞で『おくりびと』が日本映画で初めて外国語映画賞を受賞。広末も授賞式に出席し、監督の滝田洋二郎、共演の本木雅弘、余貴美子らと共に登壇した。
2010年
1月3日、大河ドラマ（NHK）『龍馬伝』に出演。
10月9日、キャンドルアーティストのキャンドル・ジュンとの再婚を発表。
2011年
3月22日、第2子男児の出産を発表。
9月、The Best of Beauty 2011を、牧瀬里穂、戸田恵梨香、溝端淳平、剛力彩芽とともに受賞。
2013年
6月4日、高知県のイメージキャラクターに選ばれ、県のPR「高知家」（高知県振興キャンペーンの名称）の活動を始めた。
2015年
7月17日、第3子女児の出産を発表。なお、この第3子妊娠に伴い出演予定であったNHK大河ドラマ『花燃ゆ』の出演を辞退。
2016年
10月、第29回日本メガネベストドレッサー賞・芸能界部門（女性）を受賞。
2017年
5月29日放送分のフジテレビ系『貴族探偵』第7話で、約10年ぶりとなる月9ドラマ出演を果たす。
2021年
2月5日、歌手としてのデビューシングルを提供した竹内まりやと再びコラボレーションし、新曲「キミの笑顔」をYouTubeで配信した。コロナ禍で不安な日々を過ごす人々に贈るためアニメーションPVが制作された。同楽曲はNHK『みんなのうた』2020年12月‐2021年1月の曲として放送された。
3月24日、「スケジュールの調整が難しい」として2020年東京オリンピック聖火ランナーを辞退。
2022年
5月6日、日本マザーズ協会が主催する第14回ベストマザー賞の芸能部門を受賞した。
6月14日、永野芽郁主演ドラマ『ユニコーンに乗って』（TBS系）に、羽田早智役として出演することが決定。
2023年
6月7日、料理人の鳥羽周作との不倫疑惑を『週刊文春』が報じ、文春の取材に疑惑を否定した。
6月14日、自身のスタッフのInstagramに投稿した文章で、事実関係を認めて謝罪した。また、所属事務所のフラームは同日、広末を無期限謹慎処分にすると発表した。報道を受け、新作映画のクランクインが延期、CM契約していた全4社の広告が削除、エッセイ「毎日が3兄弟ママで、女優。」の連載休止と削除、『テレ東音楽祭2023夏』の出演見合わせ、雑誌『LEE』の創刊40周年イベントの出演辞退などの影響が出た。
7月23日、キャンドル・ジュンとの離婚を発表。
2024年
2月16日、26年間所属した芸能事務所フラームを退社して独立することを発表。新たな個人事務所R.Hを立ち上げ、社長に就任した。
9月、Night Tempoのアルバム『Connection』にゲスト・ヴォーカルとして参加。
2025年
4月7日夕方、自動車を運転して静岡県掛川市で新東名高速道路を通行中にトレーラーと追突する事故を起こし、その後に搬送された静岡県島田市にある病院にて8日未明、看護師の女性を足蹴りしたほか、腕をひっかくなどの暴行を加え、傷害の現行犯で逮捕された。この事案を受け、広末は当面芸能活動自粛を発表した。また、すでに（4月8日時点）発表されていた朗読劇「星の王子さま」の中止も発表された。広末の公式サイトは、逮捕を受け「本人が運転する車で事故を起こし、搬送先の病院で一時的にパニック状態に陥った結果、医療関係者の方にけがをさせてしまった」とするコメントを掲載。被害者らに対し「心より深くおわびする」と謝罪の言葉を述べた。10日、危険運転致傷の疑いで、静岡県警は東京都世田谷区にある広末の自宅を家宅捜索、同日、広末の勾留が決定。16日、処分保留で浜松西警察署から釈放された。関係者によると被害者側との間で示談が成立したということで、事件や示談の状況などを踏まえて検察が判断したとみられる。
5月2日、公式サイトを更新し「双極性感情障害および甲状腺機能亢進症」の診断を公表、さらに「当面の間、広末はすべての芸能活動を休止し、心身の回復に専念いたします」と芸能活動の休止を発表した。

## 人物
- ショートカットの髪型と活発な性格から幼少の頃から男の子に間違えられることが多く、中学時代には「女優になりたい」という夢を語ったところ周囲から「女優になるなら広末は吉本（興業）」と言われるほどであった[56]。
- ブログやTwitterなどのSNSは一切やっていなかった。理由としては、リアルな生活感を出しすぎると女優の仕事に影響が出ることや[57]、自分から発信すると違う受け取り方をする人もいることが怖いとのこと[58]。また、アイドル歌手をしていた時代には新曲の宣伝もかねてバラエティ番組出演も多かったが、女優に専念してからはバラエティにはあまり出ていない。2017年12月30日に「にじいろジーン」に出演した際に息子から「ママ調子乗ってんな」「世間には色んな受け取り方をされるから気をつけた方が良いよ」と言われたことを告白している[59]。しかし2022年2月に期間限定でInstagramを開始、同年4月14日に発売するエッセイ本のプロモーション用アカウントである[60]。
- 2020年代に40代になってからは3児の母でありママタレントとしてや、美魔女としての起用も増え、「再ブレイク」と言われるほどメディアへの露出が増えている[61][62]。また若手時代には40代になるまで女優を続けるという思いはなく、「『あの人、おばさんになったね』とか『劣化したね』とか言われるのが絶対に嫌だと思っていた」と語り、一方で今は「逆に積み重ねだからこそ出せる演技であったり、感情っていうものがきっと生まれてくるって、30代のたくさん頂いた役を通して感じた」「今、そう考えるときっと50代、60代では、今まったく見えていない景色が見えるんじゃないか」と語った[63]。
- 第96回キネマ旬報ベスト・テン助演女優賞を授与された際に広末は、「（長引くコロナ禍で）役者という職業が必要なんだろうか、と考えさせられる時期もあった」「改めてずっしりとした重みのあるトロフィーをいただいて、間違っていなかったなと感じさせてもらいました。映画が人に勇気やパワーを与えてくれると信じて、生きている限り俳優を続けていきたいと思います」と述べている[64]。
- 草彅剛の大ファンで彼の映画や舞台を必ず観ており、その事は『SMAP×SMAP』で共演した時に「草彅さんのは全部行かせていただいてます」「大好きで」と本人に伝えている[65]。
- アイドルとして人気絶頂だった20歳前後の時期、「この世界を見るのが好きだったのに、見る時間がなかった。アウトプットばかりでインプットがなくて、自分が成長しているのか不安になって。フランスで仕事をさせてもらった時には、日本の芸能界の矛盾みたいなものもすごく感じて、芸能界が汚れた世界に見えてしまった」「人を傷付けずにどうやったら仕事をやめられるかな」と考えて15キログラム体重を増やしたと後日トーク番組『サワコの朝』で告白した[66]。ただし、元々の体重が37キログラムだったため52キログラムになってもBMIで考えれば標準体重である。インターネット上では「広末の激太りは私の激やせ」「MAX体重が私の今の体重とほぼ同じなんだけど」「ダイエットの目標分かんなくなった」などの反応があった[67]。
- 2022年6月13日に『突然ですが占ってもいいですか?』（フジテレビ系列）に出演した際に2006年（26歳）、2007年（27歳）頃が人生最悪の時期だったと振り返っており、「2006年、2007年は私、多分人生最悪で、いつも高い所にいってましたね」「よく生きていたと思います、私も。運動神経悪かったら、落ちているなとか。でも悩んだり、落ち込むタイプじゃないから、とにかく勉強して回避しようと思って」「（具体的な出来事は言えないが）人生いろいろありますよね。信じていた存在が信じられなくなることってあるから」と告白している[68]。
- 肉と魚が好物[69]。
- 早稲田大学在学中は小島よしおと同じ学部にいた。当時からWAGEとしてお笑い活動をしていた小島は既に有名であった広末をあたかも知らないかのように白々しい態度で広末に近づきお笑いライブに誘うなどをしていた。ちなみに小島はもちろん、広末もこのことは2022年時点でも覚えているという[70]。

## 家族・親族
広末家
- 高祖父・常三郎（1864年 - 1924年[71]、金物並びに度量衡販売商、土佐度量衡合名会社代表社員[71]） - 西山寅三郎の三男に生まれ、1893年に高知県安芸郡田野町の農家だった廣末三五郎の養子として迎えられ、金物商・広末常三郎商店を開業する[72]。住所は高知市種崎町[73]（現・高知市はりまや町）。
- 曽祖父・静一（1893年 - ?、広末金物店、高知百貨販売各社長）[74] - 住所は高知市帯屋町1丁目[74]。
- 祖父・隆久（1927年 - ?、広末金物店社長）[75]
- 父
- 母 - 母親は3人きょうだいの末っ子で、長男、長女は横浜在住である[76]。横浜の専門学校に通っていた時に、横浜駅で広末の父と知り合い交際し、1979年に結婚する[72]。
- 妹が一人

親戚
- 曽祖父・静一の兄・広末常三郎（高知県多額納税者、金物商）[77]
- 曽祖父・静一の姉の夫の父・桜木嘉右衛門（酒造業、貴族院多額納税者議員）
- 伯父・広末幸彦（広末金物店社長、高知県商店街振興組合連合会理事長[78]、高知市商店街振興組合連合会理事長）
- 母方の従兄・三村和也（元衆議院議員） - 東大生だった三村が広末の家庭教師をしていた[79]。
- 母の兄（伯父） - 神奈川県横浜市戸塚区平戸町でレストラン「リトルモウ[80]」を経営している[76]。広末は伯父が経営するレストランをテレビ番組で紹介したことがあり、番組で広末が紹介した四川風スパゲッティーが、それ以来レストランの看板メニューになった[76][81]。

## 受賞歴
- 1996年
  - 第10回ザテレビジョンドラマアカデミー賞 新人俳優賞（『将太の寿司』）[82]
- 1997年
  - 第21回日本アカデミー賞 新人俳優賞（『WASABI』）[83]
  - 第14回ザテレビジョンドラマアカデミー賞 助演女優賞（『ビーチボーイズ』）[84]
  - 第35回ゴールデンアロー賞 最優秀新人賞
  - 第52回毎日映画コンクール スポニチグランプリ新人賞（『20世紀ノスタルジア』）
  - 第19回ヨコハマ映画祭 最優秀新人賞
  - 第23回おおさか映画祭 最優秀新人賞
  - 第2回日本インターネット映画大賞 新人賞（『20世紀ノスタルジア』）

- 1999年
  - 第33回シッチェス・カタルーニャ国際映画祭 最優秀主演女優賞（『秘密』）
  - 第23回日本アカデミー賞
    - 優秀主演女優賞（『秘密』）
    - 優秀助演女優賞（『鉄道員』）

  - 第12回日刊スポーツ映画大賞・石原裕次郎賞 新人賞
  - 第9回日本映画批評家大賞新人賞
  - 第23回山路ふみ子映画賞 新人女優賞[85]
  - 第4回日本インターネット映画大賞 主演女優賞（『秘密』）
- 2000年
  - 第26回ザテレビジョンドラマアカデミー賞 助演女優賞（『Summer Snow』）[86]
  - 第27回ザテレビジョンドラマアカデミー賞 助演女優賞（『オヤジぃ。』）[87]
- 2003年
  - 第38回ザテレビジョンドラマアカデミー賞 助演女優賞（『元カレ』）[88]
- 2004年
  - 第41回ゴールデン・アロー賞 演劇賞
- 2008年
  - 第30回ヨコハマ映画祭 助演女優賞（『おくりびと』）
  - 第32回日本アカデミー賞 優秀主演女優賞（『おくりびと』）[89]
- 2009年
  - 第33回日本アカデミー賞 優秀主演女優賞（『ゼロの焦点』）[90]
- 2012年
  - 第55回ブルーリボン賞助演女優賞（『鍵泥棒のメソッド』）[91]
  - 第17回日本インターネット映画大賞 助演女優賞（『鍵泥棒のメソッド』）
  - 第36回日本アカデミー賞 優秀助演女優賞（『鍵泥棒のメソッド』）[92]
- 2014年
  - 第27回日刊スポーツ映画大賞・石原裕次郎賞 助演女優賞（『柘榴坂の仇討』、『想いのこし』）
- 2015年
  - 第35回ハワイ国際映画祭 キャリア功労賞[93][94]
- 2019年
  - 第45回放送文化基金賞 番組部門演技賞（『ストリッパー物語』）[95]
- 2022年
  - 第96回キネマ旬報ベスト・テン助演女優賞（『あちらにいる鬼』、『バスカヴィル家の犬 シャーロック劇場版』、『コンフィデンスマンJP -英雄編-』）[96]
  - 第14回ベストマザー賞 芸能部門[34]
  - 第39回ベストジーニスト 協議会選出部門[97]

## 出演

### テレビドラマ
NHK
- 大河ドラマ
  - 武蔵 MUSASHI（2003年8月） - お菊 役
  - 龍馬伝（2010年1月3日 - 11月28日） - 平井加尾 役
- 聖女（2014年8月19日 - 10月7日） - 主演・肘井基子（緒沢まりあ） 役[98]
- 朗読ドラマ「リアルプリンセス」第1回「眠り姫」（2020年8月21日）[99]
- エンディングカット（2022年3月19日） - 迫田七海 役
- 連続テレビ小説 らんまん（2023年4月3日 - 7日・6月30日） - 槙野ヒサ 役[100]
- グレースの履歴（2023年3月19日 - 5月7日、NHK BS4K・BSプレミアム） - 伊川草織 役[101]

日本テレビ
- 星の金貨 完結編スペシャル（1997年4月2日） - 浜野さおり 役
- 世紀末の詩「第1話」（1998年10月14日） - 小川すみれ 役
- セレンディップの奇跡（2007年3月12日） - 天使 役（ナビゲーター）
- ヤスコとケンジ（2008年7月12日 - 9月20日） - 椿エリカ 役
- 24時間テレビ「みぽりんのえくぼ」（2010年8月28日） - 主演・岡崎理子 役
- 奥様は、取り扱い注意（2017年10月 - 12月） - 大原優里 役[102]
- ニッポンノワール-刑事Yの反乱-（2019年10月 - 12月） - 碓氷薫 役[103]
- ダマせない男（2022年3月26日） - 大森詩子 役[104]

テレビ朝日
- 愛と死をみつめて（2006年3月18・19日） - 大島みち子（ミコ） 役
- 11人もいる!（2011年10月21日） - 真田メグミ（2代目ビクトリア蘭子） 役
- テレビ朝日開局55周年記念「黒澤明ドラマスペシャル 野良犬」（2013年1月19日） - 遊佐アキ 役
- 白銀ジャック（2014年8月2日） - 藤崎絵留 役
- 松本清張ドラマスペシャル・地方紙を買う女〜作家・杉本隆治の推理（2016年3月12日） - 潮田芳子 役[105]
- 僕とシッポと神楽坂（2018年10月 - 12月） - 加瀬トキワ 役[106]
- 桜の塔（2021年4月15日 - 6月10日） - 水樹爽 役[107]

TBS
- 聖者の行進（1998年1月9日 - 3月27日） - 土屋ありす 役
- 奇跡の大逆転!「第1話 ゴーストライター」（2000年4月7日） - 主演・高沢由季 役
- Summer Snow（2000年7月7日 - 9月15日） - 片瀬ユキ 役
- 東芝日曜劇場「オヤジぃ。」（2000年10月8日 - 12月17日） - 神崎すず 役
- 愛なんていらねえよ、夏（2002年7月12日 - 9月13日） - 鷹園亜子 役
- おとうさん（2002年10月13日 - 12月22日、日曜劇場） - 進藤まこと 役
- 元カレ（2003年7月6日 - 9月14日） - 佐伯真琴 役
- ロング・ウェディングロード!〜東京VS大阪ワケアリ婚物語（2007年7月30日） - 主演・西宮静香 / 東澄香 役
- MR.BRAIN「第1話」（2009年5月23日） - 女 役
- ウロボロス〜この愛こそ、正義。（2015年1月16日 - 3月20日） - 柏葉結子 役
- 神の舌を持つ男（2016年7月8日 - 9月9日） - ミヤビ 役[108]
- ユニコーンに乗って（2022年7月5日 - 9月6日） - 羽田早智 役[109]

テレビ東京
- 永遠の0（2015年2月11日・14日 - 15日、テレビ東京開局50周年記念） - 佐伯慶子 役
- 東京センチメンタル 最終話（2016年4月8日） - 宮永千佳 役[110]
- 湊かなえサスペンス『望郷』「みかんの花」（2016年9月28日） - 主演・富田美里 役[111]
- ダメ父ちゃん、ヒーローになる! 崖っぷち!人情広告マン奮闘記（2016年12月29日） - 石原幸子 役[112]

フジテレビ
- ハートにS（第10回）「ハチ公のしっぽ」（1995年6月12日）
- 沙粧妙子-最後の事件-（1995年7月12日 - 9月20日） - 早瀬直美 役
- 木曜の怪談「魔法のキモチ」（1996年1月18日 - 3月14日） - 主演・河合のぞみ 役
- 将太の寿司（1996年4月19日 - 9月20日） - 関口美春 役
- ロングバケーション（1996年4月15日 - 6月24日） - 斉藤貴子 役
- こんな私に誰がした（1996年10月15日 - 12月17日） - 山下あかね 役
- 僕が僕であるために（1997年1月3日） - 成瀬弥子 役
- 恋愛方程式の解き方「片思い」（1997年2月15日）
- 木曜の怪談'97 悪霊学園（1997年5月1日 - 22日） - 主演・連香寺あかね 役
- ビーチボーイズ（1997年7月7日 - 9月22日） - 和泉真琴 役
  - ビーチボーイズ スペシャル（1998年1月3日）
- 世にも奇妙な物語
  - 秋の特別編 ウィルス（1997年10月6日） - 主演・イズミ 役
  - SMAPの特別編 オトナ受験（2001年1月1日） - 彼女 役
  - 秋の特別編 鏡子さん（2006年10月2日） - 主演・森沢いずみ 役
  - 20周年スペシャル・秋 〜人気作家競演編〜「燔祭」（2010年10月4日） - 主演・青木淳子 役
- 踊る大捜査線 歳末特別警戒スペシャル（1997年12月30日） - 不良少女 役
- 世界で一番パパが好き（1998年7月8日 - 9月23日） - 仲町たみ 役
- リップスティック（1999年4月12日 - 6月28日） - 早川藍 役
- できちゃった結婚（2001年7月2日 - 9月10日） - 主演・小谷チヨ 役
- バベル（2002年5月29日、BSフジ） - マザー 役
- SMAP×SMAP特別編（関西テレビ）
  - チョナン・カンスペシャル 愛の劇場&愛の唄「ミアネヨ〜ごめんね〜」（2002年4月29日）
  - ザッツ・ジャパニーズ・エンターテインメント「甦る日本映画黄金期」（2008年5月5日） - 主演・女性記者 役
- 失われた約束（2003年9月16日） - 篠原綾子 役
- スローダンス（2005年7月4日 - 9月12日） - 小池実乃 役
- 金曜エンタテイメント「生きててもいい…? 〜ひまわりの咲く家〜」（2006年3月3日） - 主演・河野真希 役
- 土曜プレミアム
  - 東京タワー 〜オカンとボクと、時々、オトン〜（2006年11月18日） - 成田真沙美 役
  - 遙かなる約束（2006年11月25日） - 牧瀬杏子 役（ナビゲーター）
  - ママが料理をつくる理由（2007年3月3日） - 主演・間中たまき 役
  - 夢の見つけ方教えたる!（2008年3月8日） - 松尾みやこ 役
  - コンフィデンスマンJP 運勢編（2019年5月18日） - 韮山波子 役
- 金曜プレステージ「奇跡の動物園2007〜旭山動物園物語〜」（2007年5月11日） - 徳永志織 役
- ガリレオ「第3話」（2007年10月29日） - 神崎弥生 役
- トライアングル（2009年1月6日 - 3月17日、関西テレビ） - 葛城サチ 役
- 東野圭吾ミステリーズ 第9話「結婚報告」（2012年9月6日） - 主演・飯田智美 役
- リーガル・ハイ スペシャル（2013年4月13日） - 別府敏子 役
  - リーガルハイ 第4話（2013年10月30日）
  - リーガルハイ 第8話（2013年11月27日）
- スターマン・この星の恋（2013年7月 - 9月、関西テレビ） - 主演・宇野佐和子 役
- 若者たち2014 第4話（2014年7月30日） - 吉川瑞貴 役
- 新春ドラマスペシャル「大使閣下の料理人」（2015年1月3日） - 大沢ひとみ役
- ナオミとカナコ（2016年1月 - 3月） - 主演・小田直美 役[113]
- かもしれない女優たち -2016-（2016年10月10日） - 主演・広末涼子
- 貴族探偵 第7話（2017年5月29日） - 都倉光恵 役[114]

WOWOW
- 鍵のない夢を見る「君本家の誘拐」（2013年9月29日） - 主演・君本良枝 役
- 稲垣家の喪主（2017年3月18日） - 杏子 役[115]
- 連続ドラマW トッカイ〜不良債権特別回収部〜（2021年1月17日 - 4月4日、WOWOWプライム） - 多村玲 役[116]

### 映画
- 20世紀ノスタルジア（1997年7月26日公開、大映） - 主演・遠山杏（ポウセ） 役
- 鉄道員（ぽっぽや）（1999年6月5日、東映） - 佐藤雪子（高校時代） 役
- 秘密（1999年） - 主演・杉田藻奈美 / 直子 役
- ざわざわ下北沢（2000年） - 1シーン出演
- WASABI（2001年10月31日〈仏〉、2002年2月2日〈日〉） - 主演・ユミ 役
- Jam Films「ARITA」（2002年12月28日） - 主演・野崎鞠子 役
- 恋愛寫眞 Collage of our Life（2003年6月14日、松竹） - 主演・里中静流 役
- 花とアリス（2004年3月13日） - 編集者現場担当 役 ※カメオ出演
- Presents〜合い鍵〜（2006年） - 主演・由加里 役
- バブルへGO!! タイムマシンはドラム式（2007年2月10日、東宝） - 主演・田中真弓 役
- Little DJ〜小さな恋の物語（2007年12月15日、デスペラード） - 海乃たまき 役
- 子猫の涙（2007年、トルネード・フィルム） - 裕子 役
- おくりびと（2008年9月13日（日）、松竹） - ヒロイン・小林美香 役 ※第81回アカデミー賞外国語映画賞受賞
- トロと旅するTHE MOVIE（2009年4月15日、フジテレビ / ポニーキャニオン） - 本人 役（オムニバス）
- GOEMON（2009年5月1日、松竹 / ワーナー） - ヒロイン・茶々 役
- ヴィヨンの妻 〜桜桃とタンポポ〜（2009年10月10日、東宝） - 秋子 役
- ゼロの焦点（2009年11月14日、東宝） - 主演・鵜原禎子 役
- FLOWERS -フラワーズ-（2010年6月12日、東宝） - ヒロイン・佳 役
- LOVE まさお君が行く!（2012年6月23日、松竹） - ヒロイン・須永里美 役
- 鍵泥棒のメソッド（2012年9月15日、クロックワークス） - ヒロイン・水嶋香苗 役
- 桜、ふたたびの加奈子（2013年4月6日、ショウゲート） - 主演・桐原容子 役
- 柘榴坂の仇討（2014年9月20日、松竹） - ヒロイン・志村セツ 役
- 想いのこし（2014年11月22日、東映） - ヒロイン・笠原ユウコ 役
- はなちゃんのみそ汁（2015年12月19日、東京テアトル） - 主演・安武千恵 役
- ミックス。（2017年10月21日、東宝） - 吉岡弥生 役
- ラブ×ドック（2018年5月11日、アスミック・エース） - 冬木玲子 役
- 終わった人（2018年6月9日、東映） - 浜田久里 役[117]
- 嘘八百 京町ロワイヤル（2020年1月31日、東宝） - 橘志野　役
- ステップ（2020年7月17日、エイベックス・ピクチャーズ） - 斎藤奈々恵 役
- コンフィデンスマンJP（東宝） - 韮山波子 役
  - コンフィデンスマンJP -プリンセス編-（2020年7月23日）
  - コンフィデンスマンJP -英雄編-（2022年1月14日）[118]
- バスカヴィル家の犬 シャーロック劇場版（2022年6月17日、東宝） - 冨楽朗子 役[119]
- あちらにいる鬼（2022年11月11日、ハピネットファントム・スタジオ） - 白木笙子 役[120]
- 最後まで行く（2023年5月19日、東宝） - 工藤美沙子 役[121]

### 舞台
- 銀河の約束（1998年） - 田中リマ 役
- 四谷怪談（2001年） - お袖 役
- 幕末純情伝（2003年） - 沖田総司 役
- 飛龍伝（2003年） - 神林美智子 役
- 劇場スジナシ東京公演（2006年） - 3日目のゲスト
- キル（2008年） - シルク 役
- ぼくに炎の戦車を（2012年） - 柳原松代 役
- シャンハイムーン（2018年） - 許広平 役[122]

### テレビアニメ
- 名探偵コナン 江戸川コナン失踪事件 〜史上最悪の2日間〜（2014年、読売テレビ） - 香苗 役[123]

### 劇場アニメ
- くるみ割り人形（2014年、キュー・テック） - マウゼリンクス夫人 役

### 海外アニメ
- ローズオニールキューピー（2009年、WOWOW） - ナレーション

### Web番組
- 広末ベーカリー[124]（2007年9月7日[125] - 2008年2月22日[126]、全24回[126]、FREAK TV[124][126]）

### ラジオ
- 広末涼子のがんばらナイト（TOKYO FM、JFN系）
  - 1996年4月 - 2000年3月：毎週水曜 23時25分 - 23時55分
- 広末涼子のRHラブ・アンリミテッド（TOKYO FM、JFN系）
  - 2000年4月 - 2001年3月：毎週金曜 22時30分 - 22時55分
  - 2001年4月 - 2001年9月：毎週月曜 25時 - 25時30分

ラジオドラマ
- ラジオドラマ「ストリッパー物語」（2018年6月11日、ニッポン放送） - 明美 役[127]
- FMシアター「エンディング・カット」（2019年2月2日、NHK-FM） - 迫田七海 役[128]

### MV
- MAY「さよならの陽射し」
- 桑田佳祐「悪戯されて」（2016年） - 秀子 役[129]

### バラエティ
- 第48回NHK紅白歌合戦（1997年12月31日、NHK） ※「大スキ!」を歌唱
- 24時間テレビ 「愛は地球を救う」21（1998年8月22日・23日、日本テレビ） ※TOKIOとメインパーソナリティを担当
- 歌のゴールデンヒット（2018年2月12日、TBS）※堺正章・宮迫博之とともにMC[130]
- ザ・共通テン!（2025年3月28日、フジテレビ）

### ドキュメンタリー
- いのちの響（TBS）
- 四国スペシャル「龍馬 時を超える」〜発信、龍馬伝〜（2010年2月5日、NHK） - 四国地方で放送
- 龍馬を愛した女たち〜ヒロインたちの龍馬伝〜（2010年3月6日、NHK）
- ジブリ 創作のヒミツ〜宮崎駿と新人監督 葛藤の400日〜（2010年8月10日、NHK） - ナビゲーター

### ナレーション
- めざましテレビ「ガクナビ」（2008年9月29日 - 2009年3月28日、フジテレビ）
- ダウンタウンのガキの使いやあらへんで!「ガキの使い卒業 さようなら山崎邦正」（2012年4月1日、日本テレビ）[131]

### MC
- テレ東音楽祭2019!思わず歌いたくなる!最強ヒットソング100連発!5時間生放送 （2019年6月26日、テレビ東京）[132]

### CM
- P&G「クレアラシル」（洗顔料・1995年）
- グリコ乳業「グリコBigヨーグルト健康」（食品・1995年）
- 明治製菓
  - 「キシリッシュ、ガルボ、メルティキッス他」（菓子・1996年）
  - 「ガルボチップス」（菓子・2008年）
  - 「ガルボチップス」（菓子・2009年）
  - 「ミルクチョコレート」（菓子・2009年）
  - 「手作りチョコレート」（菓子・2010年）
  - 「ガルボチップス・ガルボボール」（菓子・2010年）
- NTTドコモ「ポケベル、iモード他」（通信・1996年 - 2001年、2012年 - ）
- アスキー「ダービースタリオン96」（ゲーム・1996年）
- ホンダ「LiveDio」（原動機付自転車・1997年）
- 任天堂「スターフォックス64 他」（ゲーム・1997年）
- 味の素「クノール カップスープ、HOT!1他」（食品・1996年 - 1999年）
- アサヒ飲料「三ツ矢サイダー、Teao」（飲料・1997年）
- さくら銀行（金融・1998年）
- 資生堂
  - 「プラウディア」（化粧品・1999年）
  - 「スーパーマイルドシャンプー」（シャンプー・2000年）
  - 「TSUBAKI」（化粧品・2006年 - ）
  - 「資生堂2008年サマーキャンペーン」（2008年）
  - 「エリクシールホワイト」（2010年 - ）
- 晴れ着の丸昌（アパレル・1999年）
- キリンビール
  - 「キリンラガービール」（アルコール飲料・2000年）
  - 「本麒麟」（アルコール飲料・2023年5月 - 2023年6月）
- プロトコーポレーション「Goo」（中古車情報・2000年）
- タマノイ酢「はちみつ黒酢ダイエット」（飲料・2000年）
- 日清食品「日清焼そばU.F.O.」（食品・2001年）
- 森永乳業「エスキモークオリテ」（氷菓・2001年）
- エニックス『ドラゴンクエストモンスターズ2 マルタのふしぎな鍵』（ゲーム・2001年）
- PADI（ダイビング指導・2001年）
- 日本道路公団「ETC」（道路交通システム・2001年）
- ライフ「ライフカード」（金融・2003年）
- Yahoo! BB（インターネットプロバイダ・2003年）
- ディップ「はたらこねっと」（就職情報・2003年）
- 京王グループ（京王電鉄・2006年）
- コカ・コーラ「からだ巡茶」（飲料・2006年 - ）
- DeNA「モバゲータウン」（携帯電話向けサイト・2008年）
- コーワ「新キャベジンコーワS」（胃腸薬・2009年）
- キッコーマン「特選丸大豆しょうゆ」（調味料・2010年）
- LIXIL（建材・住宅機器メーカー・2012年 - ）
- Niko and...（ファッション・2012年）
- 高知県「高知家」（行政・2013年 - ）
- GREE「モンスターハンターロアオブカード」（携帯電話向けサイト・2014年）
- サントリー「のんある気分」（2016年）[133]
- 楽天（2016年）[134]
  - 楽天保険「保険も楽天」篇・「医療保険も楽天」篇・「自動車保険も楽天」篇・「ペット保険も楽天」篇（2020年1月14日 - ）[135]
  - 楽天モバイル（2021年6月3日 - ）[136]
- CHINTAI「お部屋探しには、ドラマがある」「ガクセイCHINTAI」、「ぺやさがし」、「Woman.CHINTAI」（2018年1月4日 - ）[137]
- セガサミーホールディングス「パラダイスシティ」「広末涼子×ROSE＆BUTTERFLY篇」、「広末涼子×BIRD＆FISH篇」（2018年10月 - ）[138]
- トリコ「FUJIMI（フジミ）」「FUJIMI 私の肌から目を離さないで」篇（2021年6月14日 - ）[139]
- 小学館「ピッカピカの一年生」（2021年12月15日 - ） - CMソング担当[140]
- 日本マクドナルド「ベーコンポテトパイ」「変わんないふたり」篇（2022年4月）
- エドウイン「EDWIN 503」（2022年9月 - 2023年6月）※Web CM[141]
- LegalForce（2022年11月 - 2023年6月）[142]
- ゴディバ ジャパン バレンタインコレクション「メリーゴーランド ワッフル コレクション」※アンバサダー（2023年1月6日 - 2月）[143]
- 日本和装「無料きもの着付教室」（2023年1月 - 6月）

## 音楽

### シングル
1. MajiでKoiする5秒前/とまどい（1997年4月15日）
  - 作詞・作曲：竹内まりや、編曲：藤井丈司、ストリングスアレンジ：服部隆之
  - NTTドコモ「ポケベル」CMソング・フジテレビ系ドラマ『木曜の怪談'97 悪霊学園』主題歌
2. 大スキ!（1997年6月25日）
  - 作詞・作曲：岡本真夜、編曲：藤井丈司
  - アサヒ飲料「三ツ矢サイダー」CMソング
3. 風のプリズム（1997年10月15日）
  - 作詞・作曲：原由子、編曲：藤井丈司、ストリングスアレンジ：島健
  - 味の素 CMソング
4. summer sunset（1998年5月13日）
  - 作詞・作曲：広瀬香美、編曲：藤井丈司
  - TBS系『王様のブランチ』エンディングテーマ、アサヒ飲料「三ツ矢ホワイトソーダ」CMソング
5. ジーンズ（1998年10月7日）
  - 作詞：相田毅、作曲・編曲：朝本浩文
  - 読売テレビ・日本テレビ系アニメ『金田一少年の事件簿』エンディングテーマ。曲名の由来は「胸がジーンとする」の複数形。
6. 明日へ （1999年2月3日）
  - 作詞・作曲：岡本真夜、編曲：有賀啓雄
  - さくら銀行CMソング・TBS系『ワンダフル』エンディングテーマ
7. 果実（2000年11月8日）
  - 作詞：micco、作曲：菊池達也、編曲：CHiBUN
8. キミの笑顔（2020年12月4日）[144] ※配信リリース
  - 作詞・作曲：竹内まりや、編曲：増田武史
  - NHK『みんなのうた』放送曲（2020年12月 - 2021年1月）

### アルバム
- ARIGATO! （1997年11月19日）
  - 竹内まりや、原由子をはじめ、岡本真夜、奥居香、高浪敬太郎らが楽曲提供。
- WINTER GIFT '98 Happy Songs & Music Clips （1998年10月31日）
  - ミニアルバム+ミュージッククリップ。
- private（1999年2月17日）
  - 椎名林檎作詞作曲の作品「プライベイト」や、広末涼子自身が作詞した作品も含まれる。
- RH DEBUT TOUR 1999（1999年5月26日）
  - ライブアルバム+ライブビデオ。1999年2月に行われたファーストライブの模様を収録。
- RH Singles&...（1999年11月25日）
  - ベストアルバム。
- RH Remix （2001年8月29日）
  - リミックスアルバム。會田茂一（EL-MALO、FOE）、岸田繁（くるり）、谷中敦（東京スカパラダイスオーケストラ）らがリミキサーとして参加。
- 広末涼子 Perfect Collection（2002年2月27日）
  - ベストアルバム（3枚組）。東京スカパラダイスオーケストラプロデュースによる新曲「睡蓮の舟」を収録。
- RH Singles&...〜edition de luxe〜（2013年9月25日）

### CD 他
- オリジナルサウンドトラック『20世紀ノスタルジア』（1997年7月24日）
  - 映画『20世紀ノスタルジア』のサウンドトラックで、広末涼子が映画の主人公・遠山杏として歌う曲が5曲収録されている。

### ビデオ
- 広末涼子 ワンダフルストーリー（1997年）
- 広末涼子スナップビデオ「Making of R.H.」（1998年）

### DVD
- 広末涼子 イルカと過ごした5日間（2002年）
- 広末涼子NEWYORK RH Avenue 2003（2003年）
  - DVD付写真集

### コンサート
- RH DEBUT TOUR 1999（1999年2月）
  - 日本武道館（2日間）、名古屋レインボーホール、大阪城ホール全国3箇所で計4日間開催。

## 書籍
- HIATARI RYO-KO-（1999年7月、ワニブックス）ISBN 978-4847013126
- 広末（1999年10月、角川書店）ISBN 978-4048835954
- ヒロスエの思考地図しあわせのかたち（2022年、宝島社）ISBN 978-4299014375

### 写真集
- R（1996年9月30日、集英社、撮影：斉藤清貴）ISBN 978-4087802276
- H（1996年9月30日、集英社、撮影：斉藤清貴）ISBN 978-4087802283
- No Make（1998年4月24日、集英社、撮影：熊谷貫）ISBN 978-4087802733
- 広末涼子ポストカードブック/FLaMme（1998年12月1日、集英社、撮影：熊谷貫）ISBN 978-4087802917
- relax（1999年3月、ワニブックス、撮影：森川昇）ISBN 978-4847025259
- 広末涼子CFスペシャル（双葉社スーパームック）（1999年6月、双葉社）ISBN 978-4575471748
- 映画「秘密」のすべて―Le secret（1999年9月、文藝春秋、撮影：山川雅生、野上哲夫、文芸春秋写真部）ISBN 978-4163636603
- 20世紀ノスタルジア 撮影日記 広末涼子から遠山杏へ（1997年4月、徳間書店）ISBN 978-4198606893
- ELECTRONiC FAiRYTALE―惑星（ホシ）ノ少女（2000年8月、角川書店、撮影：NAKANO MASATAKA）ISBN 978-4048532099 - 石田未来、吉野紗香、石川亜沙美、野村佑香、奈良沙緒理と共演
- Teens―1996-2000（2000年7月、集英社、撮影：丸谷嘉長）ISBN 978-4087803129
- Happy20thBirthday ヒロスエ、ハタチ。（マガジンハウスムック popeye）（2000年8月、マガジンハウス、撮影：藤代冥砂）ISBN 978-4838782826
- HIROSUE in WASABI―映画『WASABI』パーフェクトヴィジュアルブック（2002年1月、集英社、編集：週刊ヤングジャンプ）ISBN 978-4087803488
- 広末涼子NEWYORK RH Avenue 2003（2003年6月5日、エンターブレイン、撮影：丸谷嘉長）ISBN 978-4757714755
- sketch（2004年2月、小学館、撮影：斎藤清貴）ISBN 978-4093874915
- TRIANGLE PHOTOGRAPHS 広末涼子・イン・トライアングル（2009年2月28日、扶桑社、撮影：丸谷嘉長）ISBN 978-4594058944
- IQUEEN VOL.3 広末涼子(PLUP SERIES)（2011年11月22日、パルコ、撮影：舞山秀一）ISBN 978-4891949181

### 関連書籍
- 原将人『20世紀ノスタルジア』（1997年7月、扶桑社）ISBN 978-4594022853